# Rovesaari
Rovesaari är en ö i Finland. Den ligger i sjön Särkijärvi och i kommunen Tohmajärvi i den ekonomiska regionen  Mellersta Karelens ekonomiska region  och landskapet Norra Karelen, i den sydöstra delen av landet, 400 km nordost om huvudstaden Helsingfors. Öns area är 1 hektar och dess största längd är 190 meter i öst-västlig riktning.